# Roger de Flor (ópera)
Roger de Flor es una ópera en tres actos, con música de Ruperto Chapí y libreto de Mariano Capdepón. Se estrenó el 11 de febrero de 1878 en el Teatro Real de Madrid, con motivo de las bodas entre Alfonso XII y su primera esposa, María de las Mercedes. 
Desde entonces no se volvió a interpretar, considerándose perdida la partitura de un acto. Esta fue encontrada por el musicólogo Emilio Casares en los archivos del Teatro Real de Madrid. Estaba previsto recuperarla en el Palacio de la Música y Congresos de Valencia el 8 de octubre de 2009. Sin embargo, se produjo una polémica para cambiar parte del texto del libreto, eliminando las referencias a Cataluña. En las estadísticas de Operabase aparece con sólo una representación para el período 2005-2010. Sin embargo, la temporada 2011-12 del Palau anuncia "el estreno en tiempos modernos" de la ópera Roger de Flor, de Ruperto Chapí.